# Ludwig-Musser
Pour les articles homonymes, voir Ludwig et Musser.
Ludwig-Musser est un fabricant américain de batteries et percussions fondé en 1910 et détenu aujourd'hui par Conn-Selmer, une filiale de Steinway.

## Histoire
Les frères William & Théo Ludwig,  percussionnistes, ont participé à la fabrication instrumentale de percussions pour la firme Leedy. C'est à la suite de cette  expérience que Ludwig & Ludwig est fondée en 1910 à Chicago par les deux frères.
Le premier succès survient avec la mise au point d'une pédale pour grosse caisse plus fiable que celle des autres fabricants. La firme innove en inventant un système de timbre de caisse claire débordant, mais c'est la création d'une pédale mécanique d'accord pour timbales symphoniques qui la projette au premier plan des facteurs instrumentaux pour percussions.
L'entreprise s'endette lourdement en 1928, notamment pour construire une chaîne de fabrication de banjos, et elle se retrouve à l'agonie lors de la grande crise de 1929. William Ludwig est contraint de vendre la société à la compagnie multinationale Conn-Selmer en 1930. William n'apprécie guère les impératifs et les atermoiements successifs imposés par Conn et quitte l'entreprise en 1937.

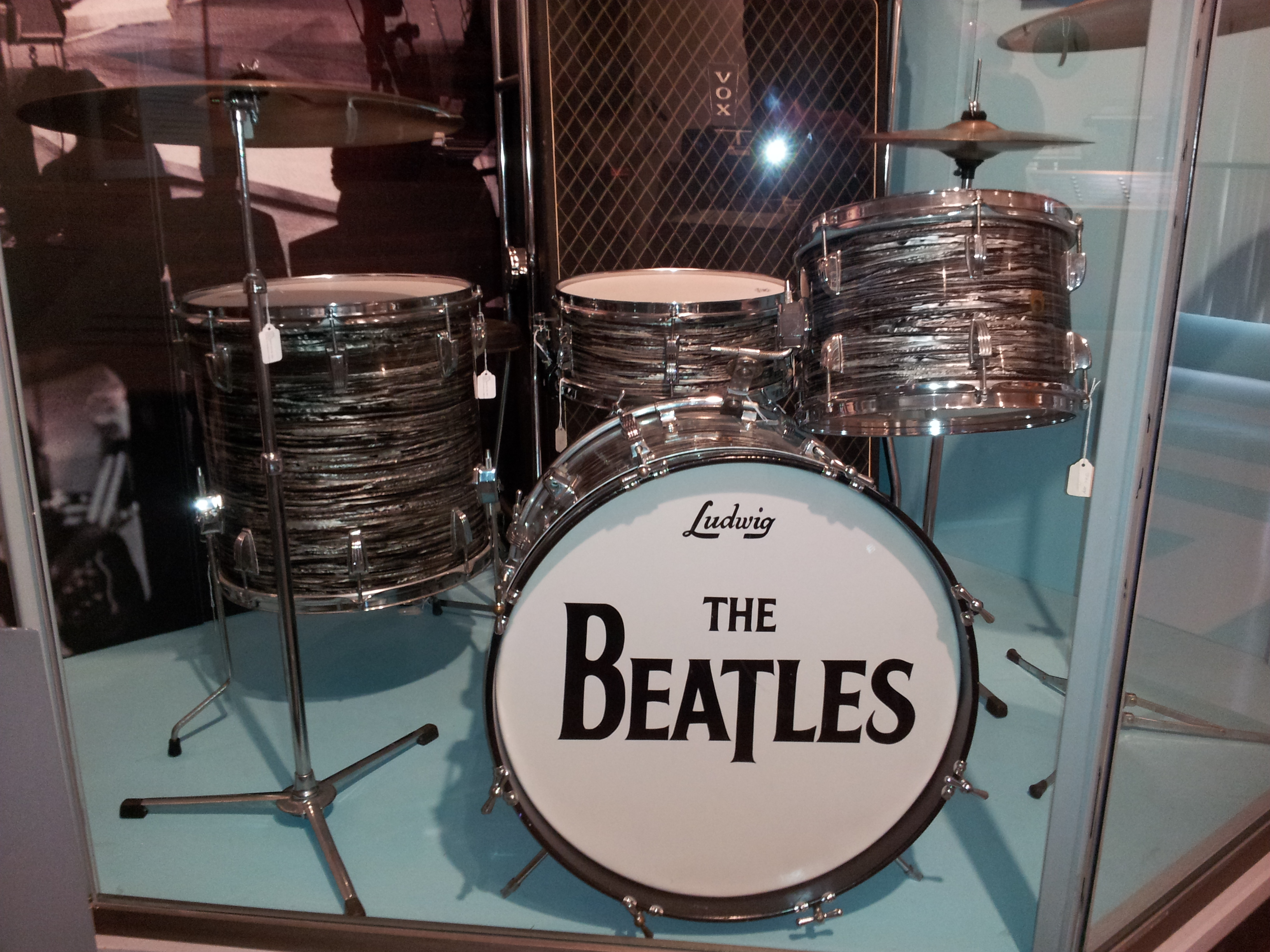
Batterie Ludwig utilisée par les Beatles.

William Ludwig créé alors sa propre marque, WFL (nom formé à partir de ses initiales). Son premier produit est la pédale de grosse caisse "Speed King", mais il passe un accord avec la firme Conn pour produire divers matériels pour elle. WFL livre ainsi à Conn des fûts cuivre laiton : on retrouve donc des fûts laiton de WFL portant un badge Leedy Reliance, Ludwig Pioneer.
Les débuts de WFL sont difficiles à cause de la Seconde Guerre mondiale et de la difficulté à obtenir certains matériaux pour la construction des instruments, mais en 1955 elle rachète la marque Ludwig, ses machines et ses brevets à la compagnie Conn.
À partir de 1958 le sigle WFL est progressivement abandonné pour celui de Ludwig, qui va devenir de plus en plus célèbre grâce à l'explosion du rock, notamment grâce à Ringo Starr, batteur des Beatles, qui joue sur une batterie Ludwig.
Aujourd'hui la marque est de nouveau celle d'un groupe financier assimilé à Conn-Selmer. Ludwig cultive une image historique en rééditant d'anciens modèles comme le kit vistalite de John Bonham ou le kit classic maple de Ringo Starr. Leurs caisses claires restent des références en la matière. La Supraphonic LM400 est certainement la caisse claire la plus enregistrée. Une expression courante pour la décrire : « Si tu n'arrives pas à choisir une caisse claire pour enregistrer ton morceau, fais-le avec une supraphonic ».[réf. nécessaire]

## Gammes de batteries
- Legacy Exotic : Le haut de gamme Ludwig-Musser. Fûts combinant l'érable et le peuplier, avec des techniques de fabrication modernes (renforts de chanfreins et accastillage lourd).
- Vistalite : Fûts en plexiglas, selon un cahier de charge établi par Jason Bonham, fils du batteur de Led Zeppelin.
- Classic Maple : Série très traditionnelle, comportant notamment un modèle conçu pour Ringo Starr.
- Keystone : Son moderne et puissant grâce à une combinaison d'érable et de chêne nord-américain.
- Epic : Série produite pour le centenaire de Ludwig-Musser[1].
- Element : Kits 6 fûts très visuels, avec un vernis spécifique[2].
- Accent CS : Kits 5 fûts, entrée de gamme Ludwig-Musser[3].

## Quelques utilisateurs célèbres
- Ringo Starr (Beatles)
- Nick Mason (Pink Floyd)
- John Densmore (The Doors)
- John Bonham (Led Zeppelin)
- Ian Paice (Deep purple)
- Roger Taylor (Queen)
- Alex Van Halen (Van Halen)
- Carl Palmer (Emerson, Lake & Palmer, Asia)
- Clive Burr (Iron Maiden)
- Rick Allen (Def Leppard)
- Eric Carr (Kiss)
- Bob Siebenberg (Supertramp)
- Dave Lombardo (Slayer)[4]
- Tré Cool (Green Day)
- Meg White (The White Stripes)